# Liga Lituana de Basquetebol

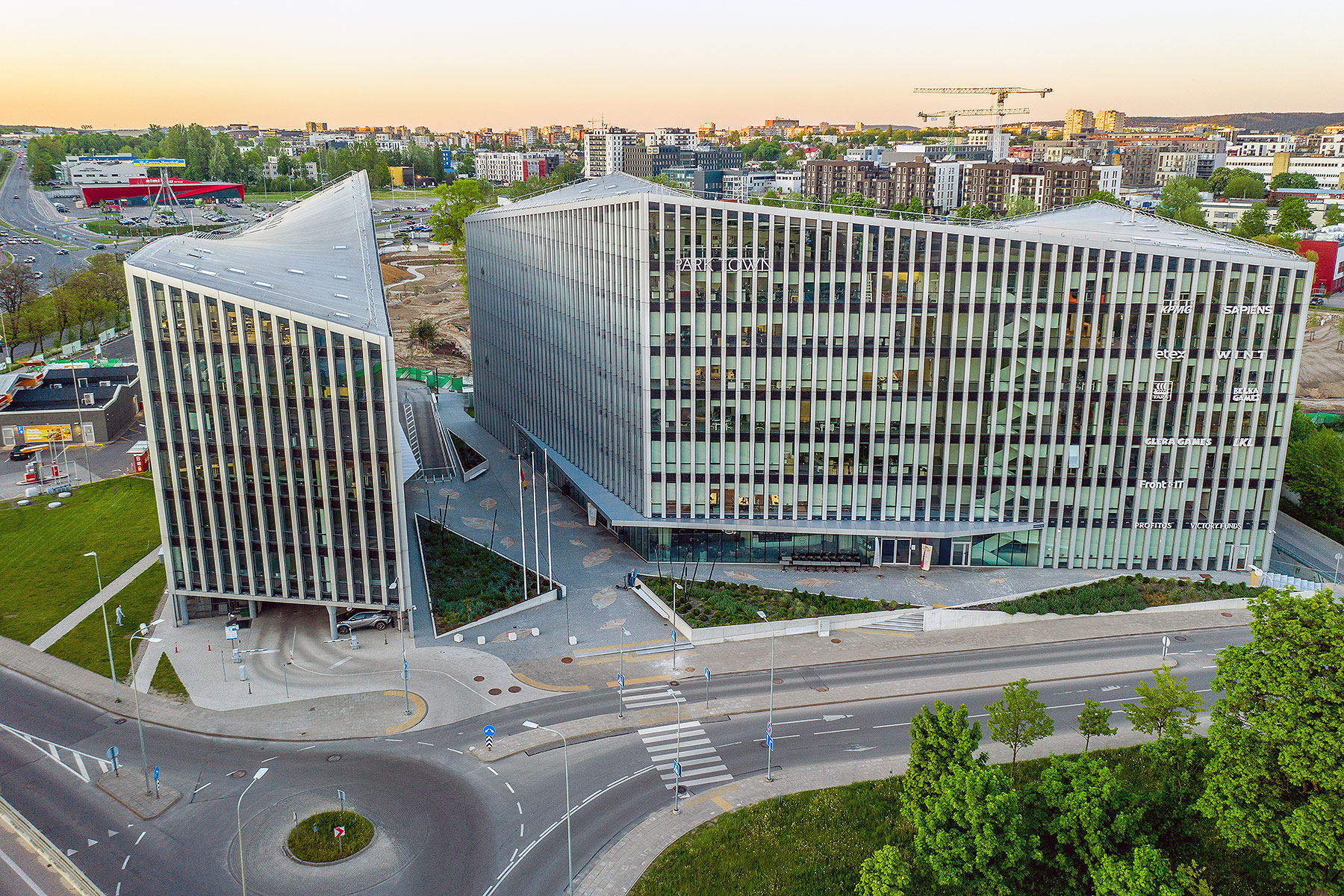
Escritório da Liga em Vilnius

A Liga Lituana de Basquetebol (lituano:Lietuvos krepšinio lyga (LKL)) é a liga mais importante de basquetebol da Lituânia, composta por 10 equipes representa a 1ª Divisão no país. A competição é organizada pela Federação Lituana de Basquetebol.

## História

### Fundação e o Domínio do BC Žalgiris
A Associação Lituana de Basquetebol foi fundada em 1993, quando os oito clubes mais importantes da Lituânia dirigidos pelo ídolo Šarūnas Marčiulionis decidiram iniciar a liga. Então os oito: Žalgiris Kaunas, FK Atletas Kaunas, Drobė Kaunas, Statyba Vilnius, Olimpas Plungė, BC Šilutė, Lietkabelis Panevėžys e BC Neptūnas Klaipėda juntaram-se ao Lavera Kaunas e NECA Kaunas para iniciar a primeira temporada. Logo após a Independência da Lituânia houve tentativas sem sucesso de ter uma liga profissional na Lituânia, mas foi com a experiência que Marčiulionis na NBA que foi possível construir uma liga competitiva e nos moldes da liga norte-americana como Draft e mais rodadas. 

### A Era de Ouro da Liga Lituana
Na Temporada de 1999-2000 o Lietuvos Rytas enfrentou os campeões europeus BC Zalgiris Kaunas, encerrando o domínio local e acirrando a rivalidade não apenas no campo esportivo, mas também no campo político entre as cidades de Vilnius e Kaunas as maiores cidades da Lituânia. Na temporada seguinda os verdes voltaram a vencer nas finais. Mas em 2002, Lietuvos rytas, liderados por Ramūnas Šiškauskas e Arvydas Macijauskas, novamente venceu o Žalgiris. No entanto, Žalgiris sucedeu-o na temporada seguinte vencendo o rival da capital. Em 2002-2003 Žalgiris resguardado por antigos jogadores Mindaugas Timinskas, Saulius Štombergas,  Gintaras Einikis, que lideraram os de Kaunas na conquista do campeonato novamente. A temporada seguinte foi marcada com o retorno de um dos maiores nomes do basquetebol mundial Arvydas Sabonis para o BC Žalgiris. Ele tornou-se dono do time e decidiu encerrar a carreira onde tudo começou. Em adição, o time adquiriu Tanoka Beard, que é o jogador mais eficiente da Euroliga com 63 pontos, e o arremessador letão Ainars Bagatskis. A final foi novamente contra o Lietuvos Rytas e venceram por 4-0 com diferenças de 19 pontos. A história mostrou-se similar na temporada 2004-05 novamente o Lietuvos Rytas foram dominados pelo BC Žalgiris por 4-0. 
Sem dúvida alguma o auge da  Era de Ouro do basquetebol lituano foi em 2003 quando a Seleção Lituana de Basquetebol conquistou o Eurobasket 2003 na Suécia, a equipe contava com excelentes jogadores da LKL como: Ramūnas Šiškauskas, Dainius Šalenga e Giedrius Gustas. Em adição a isto, alguns dos jogadores da Seleção Nacional jogaram na LKL nesta temporada.

## Participantes da LKL
|                | Clube                   | Localização | Arena               | Capacidade |
| -------------- | ----------------------- | ----------- | ------------------- | ---------- |
|                | 7bet-Lietkabelis        | Panevėžys   | Kalnapilio Arena    | 5 600      |
|                | CBet Jonavos            | Jonava      | Jonava Sports Arena | 500        |
|                | M Basket-Delamode       | Mažeikiai   | Telšiai Arena       |            |
|                | Neptūnas                | Klaipėda    | Švyturys Arena      | 6 200      |
|                | Nevėžis-Optibet         | Kėdainiai   | Kėdainiai Arena     | 3 044      |
|                | rytas Vilnius           | Vilnius     | Jeep Arena          | 2 200      |
| Twinsbet Arena | rytas Vilnius           | Vilnius     | 13 000              |            |
|                | Šiauliai-Casino Admiral | Šiauliai    | Šiauliai Arena      | 5 500      |
|                | Uniclub Bet-Juventus    | Utena       | Utena Arena         | 1 700      |
|                | Wolves Twinsbet Vilnius | Vilnius     | Twinsbet Arena      | 13 000     |
|                | Žalgiris Kaunas         | Kaunas      | Žalgiris Arena      | 15 415     |

Fonte: lkl.lt
Legenda:
- Campeão da LKL de 2023-24
- Campeão da Copa Rei Mindaugas

## Pódio por Temporadas
| Temporada | Campeão                                                     | Prata                                                       | Bronze                                                      | Quarto Colocado                                             |
| --------- | ----------------------------------------------------------- | ----------------------------------------------------------- | ----------------------------------------------------------- | ----------------------------------------------------------- |
| 1993–94   | Žalgiris                                                    | Atletas                                                     | Statyba                                                     | Lavera                                                      |
| 1994–95   | Žalgiris                                                    | Atletas                                                     | Lavera                                                      | Šiauliai                                                    |
| 1995–96   | Žalgiris                                                    | Atletas                                                     | Olimpas                                                     | Sakalai                                                     |
| 1996–97   | Žalgiris                                                    | Olimpas                                                     | Šilutė                                                      | Šiauliai                                                    |
| 1997–98   | Žalgiris                                                    | Atletas                                                     | Lietuvos rytas                                              | Sakalai                                                     |
| 1998–99   | Žalgiris                                                    | Lietuvos rytas                                              | Sakalai                                                     | Šiauliai                                                    |
| 1999–00   | Lietuvos rytas                                              | Žalgiris                                                    | Šiauliai                                                    | Sakalai                                                     |
| 2000–01   | Žalgiris                                                    | Lietuvos rytas                                              | Šiauliai                                                    | Alita                                                       |
| 2001–02   | Lietuvos rytas                                              | Žalgiris                                                    | Alita                                                       | Šiauliai                                                    |
| 2002–03   | Žalgiris                                                    | Lietuvos rytas                                              | Alita                                                       | Šiauliai                                                    |
| 2003–04   | Žalgiris                                                    | Lietuvos rytas                                              | Šiauliai                                                    | Sakalai                                                     |
| 2004–05   | Žalgiris                                                    | Lietuvos rytas                                              | Šiauliai                                                    | Sakalai                                                     |
| 2005–06   | Lietuvos rytas                                              | Žalgiris                                                    | Šiauliai                                                    | Nevėžis                                                     |
| 2006–07   | Žalgiris                                                    | Lietuvos rytas                                              | Šiauliai                                                    | Neptūnas                                                    |
| 2007–08   | Žalgiris                                                    | Lietuvos rytas                                              | Šiauliai                                                    | Alytus                                                      |
| 2008–09   | Lietuvos rytas                                              | Žalgiris                                                    | Šiauliai                                                    | Neptūnas                                                    |
| 2009–10   | Lietuvos rytas                                              | Žalgiris                                                    | Šiauliai                                                    | Juventus                                                    |
| 2010–11   | Žalgiris                                                    | Lietuvos rytas                                              | Rūdupis                                                     | Juventus                                                    |
| 2011–12   | Žalgiris                                                    | Lietuvos rytas                                              | Rūdupis                                                     | Šiauliai                                                    |
| 2012–13   | Žalgiris                                                    | Lietuvos rytas                                              | Neptūnas                                                    | Prienai                                                     |
| 2013–14   | Žalgiris                                                    | Neptūnas                                                    | Lietuvos rytas                                              | TonyBet                                                     |
| 2014–15   | Žalgiris                                                    | Lietuvos rytas                                              | Juventus                                                    | Neptūnas                                                    |
| 2015-16   | Žalgiris                                                    | Neptūnas                                                    | Lietuvos rytas                                              | Juventus                                                    |
| 2016-17   | Žalgiris                                                    | Lietkabelis                                                 | Lietuvos rytas                                              | Neptūnas                                                    |
| 2017-18   | Žalgiris                                                    | Lietuvos rytas                                              | Neptūnas                                                    | Lietkabelis                                                 |
| 2018-19   | Žalgiris                                                    | rytas Vilnius                                               | Neptūnas                                                    | Lietkabelis                                                 |
| 2019-20   | (*)Cancelada em virtude da Pandemia de COVID-19 na Lituânia | (*)Cancelada em virtude da Pandemia de COVID-19 na Lituânia | (*)Cancelada em virtude da Pandemia de COVID-19 na Lituânia | (*)Cancelada em virtude da Pandemia de COVID-19 na Lituânia |
| 2020-21   | Žalgiris                                                    | rytas Vilnius                                               | Lietkabelis                                                 | Juventus                                                    |
| 2021-22   | rytas Vilnius                                               | Lietkabelis                                                 | Žalgiris                                                    | Šiauliai                                                    |
| 2022-23   | Žalgiris                                                    | rytas Vilnius                                               | Lietkabelis                                                 | Jonava                                                      |
| 2023-24   | rytas Vilnius                                               | Žalgiris                                                    | Lietkabelis                                                 | Wolves Twinsbet                                             |
| 2024-25   | Žalgiris                                                    | rytas Vilnius                                               | Lietkabelis                                                 | Jonava                                                      |

## Performance por Clubes

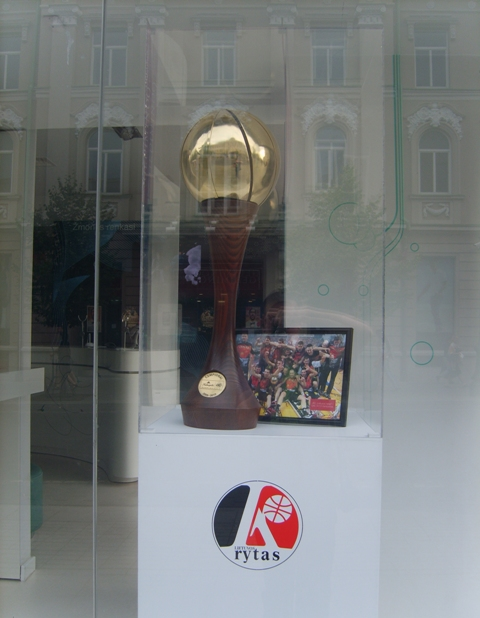
O Troféu da LKL em Vilnius

| Clube    | Campeão | Finalista | Bronze | Quarto Colocado | Anos campeão |
| -------- | ------- | --------- | ------ | --------------- | --- |
| Žalgiris | 25      | 6         | 2      | 0               | 1994, 1995, 1996, 1997, 1998, 1999, 2001, 2003, 2004, 2005, 2007, 2008, 2011, 2012, 2013, 2014, 2015, 2016, 2017, 2018, 2019, 2020, 2021, 2023, 2025 |
| Rytas    | 7       | 16        | 4      | 0               | 2000, 2002, 2006, 2009, 2010, 2022, 2024 |
| Atletas  | 0       | 4         | 0      | 0               | |
| Neptūnas | 0       | 2         | 3      | 3               | |
| Olimpas  | 0       | 1         | 1      | 0               | |
| Šiauliai | 0       | 0         | 9      | 6               | |
| Vytautas | 0       | 0         | 2      | 2               | |
| Alita    | 0       | 0         | 2      | 1               | |
| Sakalai  | 0       | 0         | 1      | 5               | |
| Juventus | 0       | 0         | 1      | 4               | |
| Lavera   | 0       | 0         | 1      | 1               | |
| Statyba  | 0       | 0         | 1      | 0               | |
| Šilutė   | 0       | 0         | 1      | 0               | |
| Nevėžis  | 0       | 0         | 0      | 1               | |
| Alytus   | 0       | 0         | 0      | 1               | |

## Ligações Externas
- Sítio Oficial da LKL
- Lithuanian league on Eurobasket